# Сан-Джустино
Сан-Джусти́но (итал. San Giustino) — коммуна в Италии, располагается в области Умбрия, подчиняется административному центру Перуджа.
Население составляет 10 326 человек, плотность населения составляет 129 чел./км². Занимает площадь 80 км². Почтовый индекс — 6016. Телефонный код — 075.
Святым покровителем населённого пункта почитается Иустин Философ, день памяти ежегодно отмечается 1 июня.